# Futbolo Klubas Kauno Žalgiris (femminile)
Il Futbolo Klubas Kauno Žalgiris, meglio noto come Kauno Žalgiris, è una squadra di calcio femminile lituana, sezione dell'omonimo club con sede nella città di Kaunas. Milita nella Moterų A lyga, la massima divisione del campionato lituano femminile di calcio.

## Storia
Le origini del club risalgono al 2000, quando a Kaunas fu costituita la squadra di calcio della Kauno sporto mokyklos (Kauno SM). Due anni più tardi, nel 2002, la squadra di calcio femminile della scuola venne iscritta al campionato di Moterų A lyga, passato da quell'edizione da 4 a 7 squadre.
Con la denominazione Kauno SM affronta il suo primo campionato, ma il livello di competitività della squadra è ancora lontano da quello delle avversarie, terminando al settimo e ultimo posto.
Nel 2003 la squadra si iscrisse al campionato con la nuova denominazione Kauno FM, mantenendola per sei anni. In questo periodo il Kauno inizia a scalare le classifiche; 6º posto nel 2003, in quell'edizione salito a otto squadre, ripetendosi nel campionato seguente a 9 squadre. Nel 2005, con la formula del campionato mutata in due parti e tornata a 8 squadre, la squadra ottiene un 3º posto sia nella prima parte che nei play-off scudetto.
Nel 2006 il campionato ridiventa con gironi all'italiana di andata e ritorno, e il Kauno termina al 5º posto su 8 squadre iscritte, stessa posizione dell'anno successivo con campionato ridotto a 7 squadre, risalendo al 4º, su 7 iscritte, nel 2008.
Nel 2009 si iscrive con la nuova denominazione Inkaras Kaunas (che non era però la sezione femminile del Futbolo Klubas Inkaras Kaunas, club scomparso nel 2003), chiudendo il campionato di Moterų A lyga al 5º posto. L'anno successivo torna alla precedente denominazione, e come Kauno FM coglie un 4º e un 3º posto in campionato, raggiungendo sia nel 2010 che nel 2011 la finale di Coppa di Lituania di categoria, entrambe perse con il Gintra Universitetas.
Dal 2012 la squadra rinnova nuovamente la denominazione, iscrivendosi come FM Žara. In quella stagione la squadra ottiene il primo dei suoi più prestigiosi risultati in campionato, il secondo posto dietro solo al Gintra Universitetas, e nelle due che seguirono lo Žara ottiene un 4º e nuovamente un 2º posto in campionato. Nel 2013 disputa la sua terza finale di Coppa di Lituania, ancora una volta persa con il Gintra Universitetas ma con un passivo meno pesante delle precedenti, 3-0 per le avversarie.
In seguito all'accordo di collaborazione con la Lietuvos sporto universitetas (LSU), università con indirizzi sportivi, attività fisiche e fisiologia con sede nella seniūnija di Žaliakalnis, dal 2015 muta ancora la sua denominazione, iscrivendosi come LSU Žara. Tra il 2015 e il 2016 la squadra continua le sue ottime prestazioni, 2º posto in campionato in entrambi i campionati, ma il divario con la capolista Gintra Universitetas resta sempre elevato, sottolineato dal pesante passivo nella sua quarta finale di Coppa, 10-0 per le giallonere.
Nel marzo 2017 la squadra viene assorbita dal gruppo a cui fa capo la squadra di pallacanestro del Basketball Club Žalgiris iscrivendosi ai tornei come FK Kauno Žalgiris.

## Palmarès

### Altri piazzamenti
- Campionato lituano:

Secondo posto: 2012, 2014, 2015, 2016, 2017, 2018, 2019
Terzo posto: 2005, 2011, 2021
- Coppa di Lituania femminile:

Finalista: 2010, 2011, 2013, 2016

## Organico

### Rosa 2021
Rosa e ruoli aggiornati al 25 ottobre 2021 ricavati dal sito della Federcalcio lituana, i numeri di maglia dal sito societario.
| N. |                     | Ruolo | Calciatrice           |
| -- | ------------------- | ----- | --------------------- |
| 1  | Lituania (bandiera) | P     | Klaudija Savickaitė   |
| 2  | Lituania (bandiera) | C     | Danielė Svirnelytė    |
| 3  | Lituania (bandiera) | C     | Kristina Černavskich  |
| 4  | Lituania (bandiera) | A     | Agnė Žėglevičiūtė     |
| 9  | Lituania (bandiera) | D     | Justina Baltrūnaitė   |
| 10 | Lituania (bandiera) | D     | Vanesa Vasiliauskaitė |
| 11 | Lituania (bandiera) | D     | Monika Piesliakaitė   |
| 12 | Lituania (bandiera) | P     | Ilona Birgėlaitė      |
| 13 | Lituania (bandiera) | C     | Andželika Naumčiuk    |
| 14 | Lituania (bandiera) | D     | Milda Liužinaitė      |
| 17 | Lituania (bandiera) | C     | Karolina Zabolotnaja  |

| N. |                     | Ruolo | Calciatrice           |
| -- | ------------------- | ----- | --------------------- |
| 19 | Lituania (bandiera) | C     | Rimantė Kunickaitė    |
| 20 | Lituania (bandiera) | A     | Kamilė Vaičiulaitytė  |
| 99 | Lituania (bandiera) | C     | Jorūnė Lipkinaitė     |
|    | Lituania (bandiera) | P     | Germina Čekanauskaitė |
|    | Lituania (bandiera) | D     | Judita Sabatauskaitė  |
|    | Lituania (bandiera) | D     | Roberta Akelaitienė   |
|    | Lituania (bandiera) | P     | Monika Bačkieriūtė    |
|    | Lituania (bandiera) | D     | Bingailė Juzėnaitė    |
|    | Lituania (bandiera) | A     | Paulina Potapova      |
|    | Lituania (bandiera) | C     | Eglė Raznauskaitė     |